# Geschichtspark Si Satchanalai

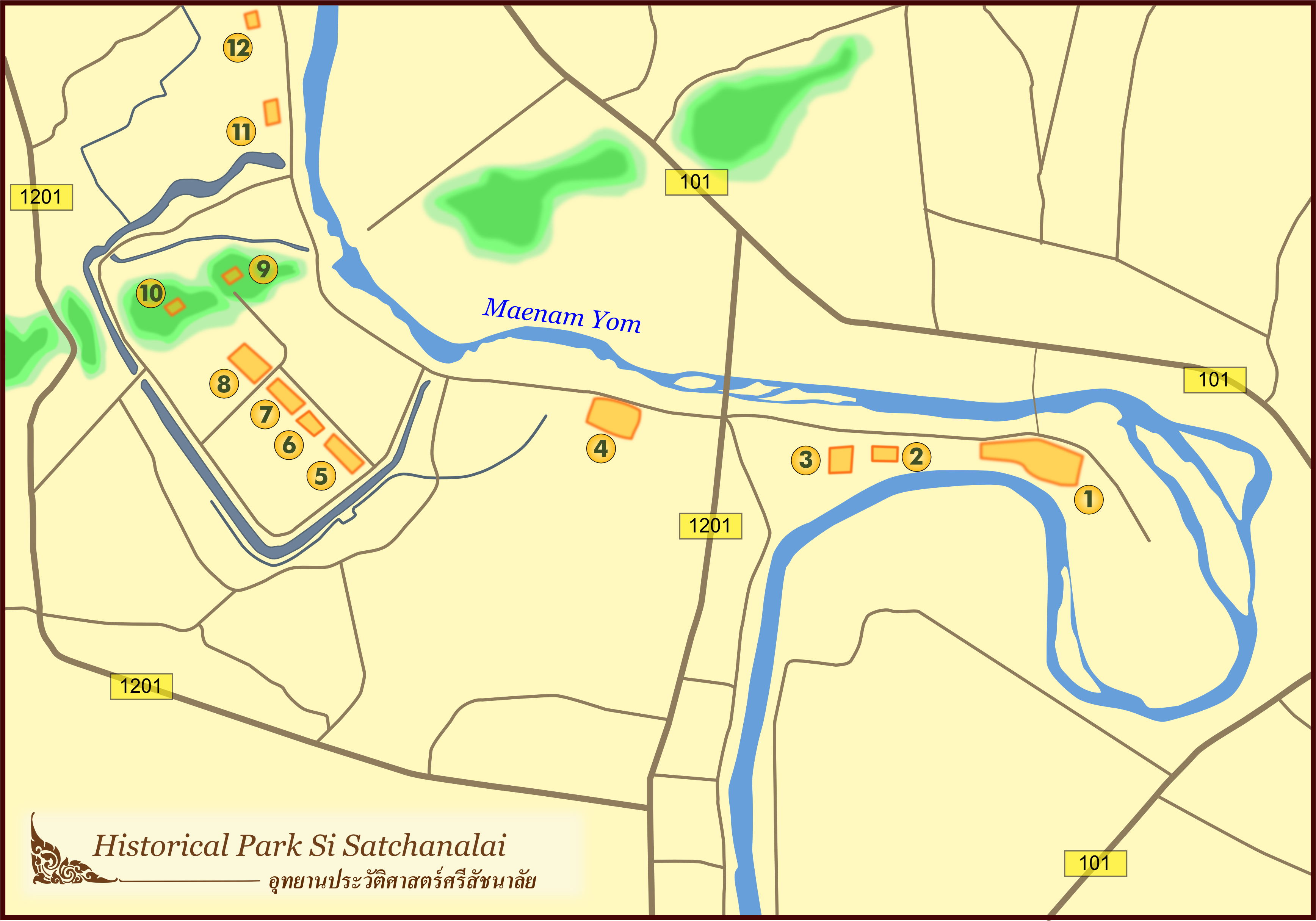
Übersichtskarte des Geschichtsparks

Der Geschichtspark Si Satchanalai (thailändisch อุทยานประวัติศาสตร์ศรีสัชนาลัย [sǐː sàtt͡ɕʰáʔnaːlaj]; englisch Si Satchanalai Historical Park) ist ein Geschichtspark im Landkreis (Amphoe) Si Satchanalai, Provinz Sukhothai, Thailand. Er enthält die Ruinen der historischen Stadt gleichen Namens, die eine der wichtigsten Städte im vom 13. bis 15. Jahrhundert bestehenden Thai-Königreich Sukhothai war.
Das Gebiet um Si Satchanalai wurde 1961 geschützt und seit 1976 einer grundlegenden Sanierung und Restaurierung unterzogen. Im Juli 1988 wurde der Geschichtspark Si Satchanalai dann offiziell eröffnet.
Seit dem 12. Dezember 1991 gehört der Geschichtspark zusammen mit den Geschichtsparks Kamphaeng Phet und Sukhothai zum Weltkulturerbe der UNESCO.

## Geschichtlicher Überblick
Si Satchanalai wurde um 1250 als zweite Residenzstadt des Kronprinzen gegründet. Und es war genau hier, wo ein gewisser Li Tai das erste große Werk der thailändischen Literatur, das Traiphum Phra Ruang im Jahre 1340 geschrieben hat.
Die Stadt wurde rechteckig angelegt und erhielt im 16. Jahrhundert eine 5 m hohe Mauer mit einem vorgelagerten Wassergraben, um sich der zunehmenden burmesischen Angriffe zu erwehren. Begünstigt wurde die Lage der Stadt durch zwei die Umgegend beherrschende Hügel.
Die ersten Bauwerke in diesem Gebiet stammen aus der Zeit, als der (heutige Ortsteil) Chaliang ein Außenposten des Khmer-Reiches war.
In der König Ram Kamhaeng zugeschriebenen „Inschrift I.“ (der Stein-Stele, die im Jahre 1833 vom späteren König Mongkut (Rama IV.) in Sukhothai entdeckt worden war) teilt der Autor neben der Beschreibung seines Reiches fast beiläufig noch zwei Tatsachen mit, die er scheinbar nicht für sonderlich wichtig hielt: Im Jahre 1283 „erfand“ er die thailändische Schrift und im Jahre 1285 „grub er die Phra That, die Heiligen Reliquien aus und stellte sie für jeden sichtbar zur Schau. Er verehrte sie für einen Monat und sechs Tage. Dann vergrub er sie wieder in der Mitte von Si Satchanalai und baute über ihnen eine Chedi, die nach sechs Jahren fertig war. Er machte eine steinerne Mauer um sie herum, die in drei Jahren fertig war.“ Der König hat nicht genau beschrieben, wo er die Phra That ausgegraben hat, aber es wird allgemein angenommen, dass sie sich im Fundament des Haupt-Tempels der Khmer in Chaliang, einem Ortsteil von Si Satchanalai befanden. Dieser Tempel war zur Regierungszeit von Jayavarman VII. (siehe Angkor) erbaut worden, er hieß Wat Phra Sri Rattana Maha That, dessen Name auch zu Phra That abgekürzt werden kann.

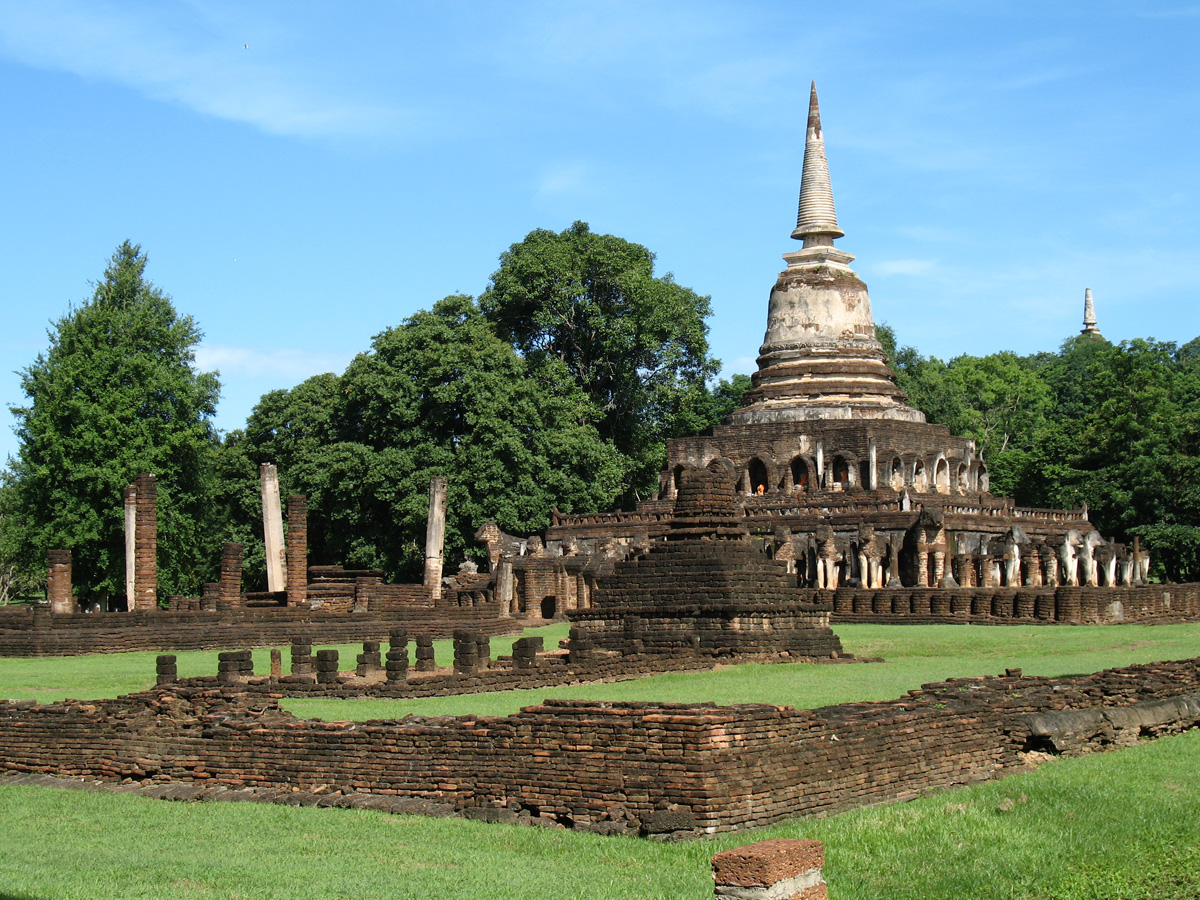
Stufentempel Wat Chang Lom („umgeben von Elefanten“)

Als Ram Khamhaeng die Reliquien ausgegraben und ihnen über einen Monat lang gehuldigt hatte, brachte er sie ins Zentrum von Si Satchanalai etwa 3 km westlich, wo er sie wieder vergrub und einen Chedi über ihnen erbaute. Es kann kein Zweifel darüber geben, dass es sich dabei um den Wat Chang Lom handelte. Die Gestaltung des Chedi könnte auf einen Vorschlag des Patriarchen von Nakhon Si Thammarat (Südthailand) hin entstanden sein, denn in seiner Stadt gibt es im Wat Phra Mahathat eine ähnliche Chedi, die wiederum die Mahathupa in Anuradhapura (Sri Lanka) als Vorbild hatte.
Der seiner Reliquien beraubte Khmer-Tempel in Chaliang wurde scheinbar nach 1292 mit einem Bauwerk ähnlich dem Chang-Lom-Chedi umbaut. In der Ram-Kamhaeng-Inschrift finden sich allerdings keine Aussagen dazu. Im 15. Jahrhundert, als Sukhothai ein Teil des Ayutthaya-Reiches geworden war, wurde er erneut umgebaut und erhielt den typischen Ayutthaya-Prang, wie er bis heute zu sehen ist.
Das gesamte Gelände des Maha That wurde mit einer mehr als zwei Meter hohen Mauer umschlossen, die aus riesigen Monolithen aus Laterit mit fast einem Meter Durchmesser bestand. Sie wurden dicht an dicht aneinandergesetzt, oben darauf befindet sich eine dachähnliche Kappe aus Laterit. Mit dieser zyklopischen Struktur ist wahrscheinlich die „steinerne Mauer“ gemeint, die Ram Kamhaeng rund um den Phra That baute.
In der Ayutthaya-Periode wurde Si Satchanalai in Sawankhalok umbenannt. Weit über die Grenzen Thailands hinaus berühmt wurde es für seine Keramik-Werkstätten, deren Erzeugnisse (Sawankhalok-Ware) bis nach Indonesien, den Philippinen, nach Borneo und Japan exportiert wurden.
Schließlich wurde Si Satchanalai im 18. Jahrhundert durch die Armee des birmanischen Königs erobert und zerstört. Die Bewohner wurden ins heutige Sawankhalok umgesiedelt (der Name der Siedlung wanderte also mit). Seit 1990 werden die Ruinenfelder im alten Si Satchanalai wieder restauriert, zunächst die Stadtmauer, der Königspalast und der Wat Chang Lom.

## Sehenswürdigkeiten
- Wat Phra Sri Rattana Mahathat (der Tempel der heiligen und wertvollen Reliquie) – am Fluss Maenam Yom gelegener Tempel mit einer Laterit-Mauer aus der Zeit des Königs Ramkhamhaeng (13. Jahrhundert).
- Wat Chedi Chet Thaeo (wörtlich Tempel mit sieben Arten von Denkmälern) – Beisetzungsstätte zahlreicher Mitglieder der (vize)-königlichen Familie aus der Sukhothai-Periode. Er besteht aus 32 Chedis verschiedener Größe in verschiedenen Baustilen. In manchen sind Nischen eingearbeitet, in denen sich Buddha-Statuen befinden. An anderen kann man Reste von Stuck-Verzierungen erkennen.
- Wat Chang Lom – Tempel mit einem Laterit-Chedi, begonnen im Jahre 1286. Der Name des Tempels bedeutet umgeben von Elefanten, denn rund um die quadratische Basis seiner Chedi befanden sich 39 stehende Elefanten, von denen heute nicht mehr viel zu erkennen ist. Die Elefanten stehen bemerkenswerterweise in voller Größe vor der Wand. Normalerweise ist nur die vordere Körperhälfte dargestellt. Das Haupt-Heiligtum, eine Chedi im Sri Lanka-Stil, ist von einer dicken Mauer aus Laterit-Steinen umgeben. In der „ersten Etage“ befinden sich 20 Nischen, die ursprünglich mit 1,4 m hohen Buddha-Statuen besetzt waren. Einige sind sogar heute noch zu sehen.
- Thuriang-Brennöfen (für Keramik). Sie liegen etwa 5 km nördlich der Mueang Kao, der alten Stadt Si Satchanalai. In einem Gebiet von etwa 1,5 km² wurden etwa 200 Brennöfen gefunden. Nach chinesischem Vorbild wurden hier seit dem 13. Jahrhundert relativ grobe hartgebrannte Keramik hergestellt, es handelt sich vermutlich um die ältesten Brennöfen Thailands.

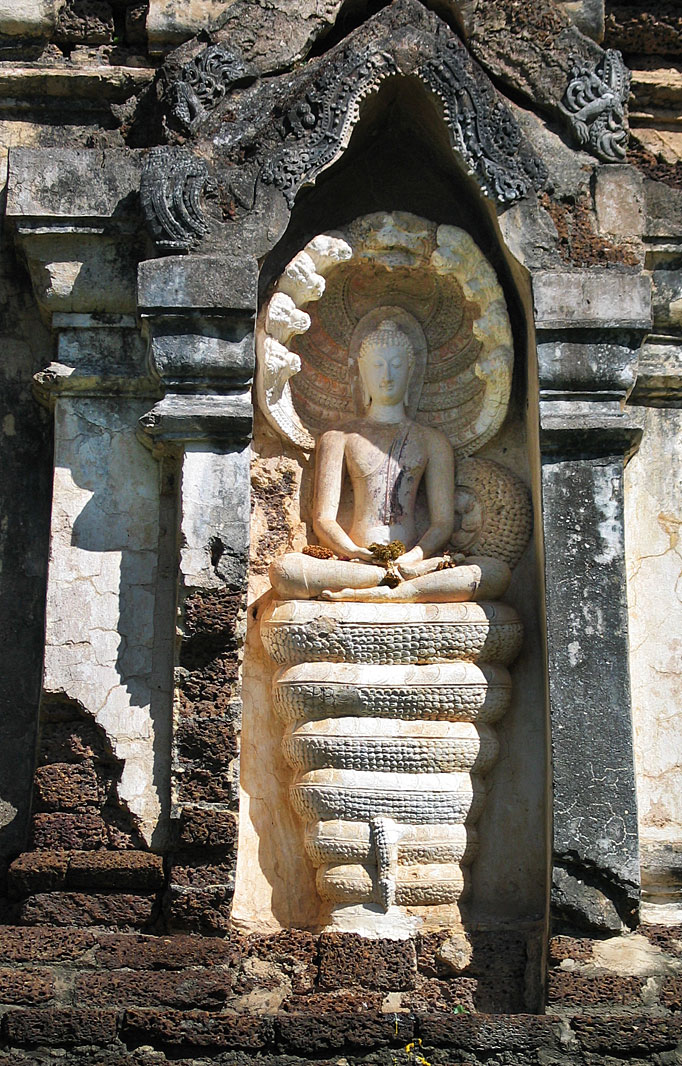
Buddha-Statue im Sukhothai-Stil, Wat Chedi Chet Thaeo
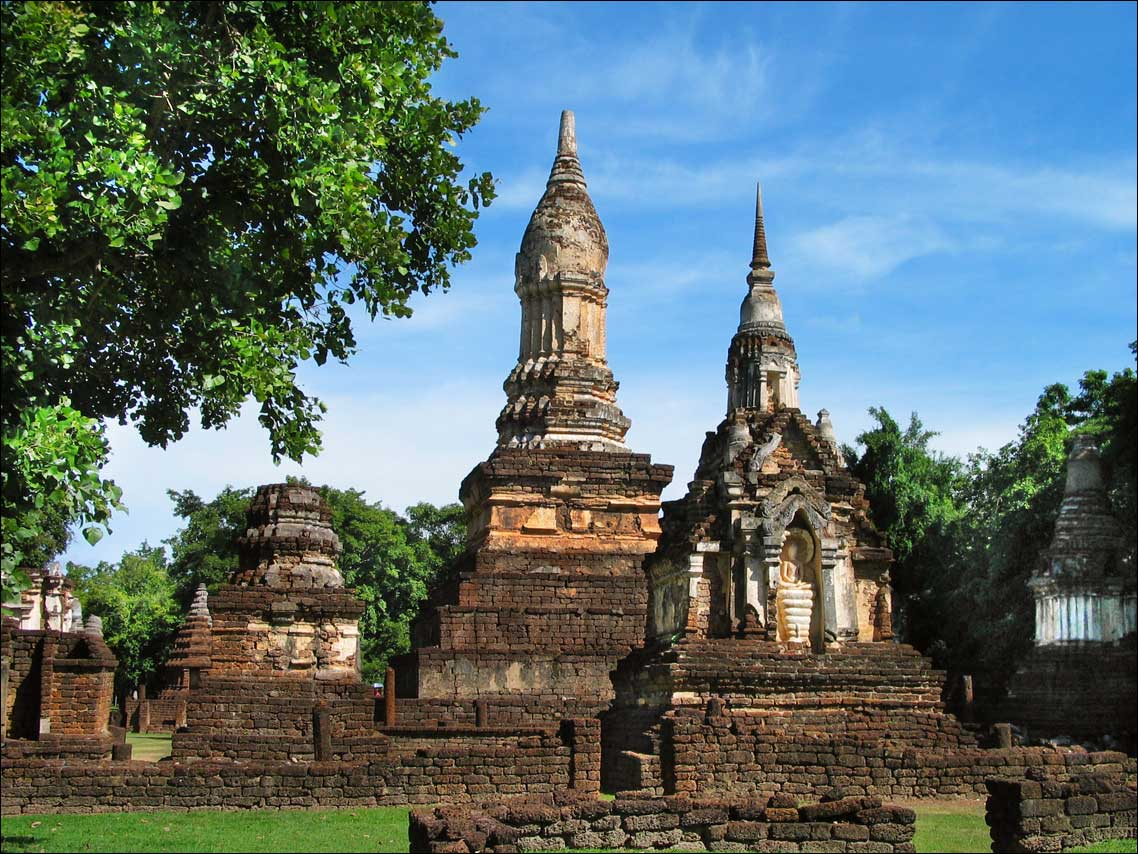
„Lotusknospen-Chedi“ im Wat Chedi Chet Thaeo
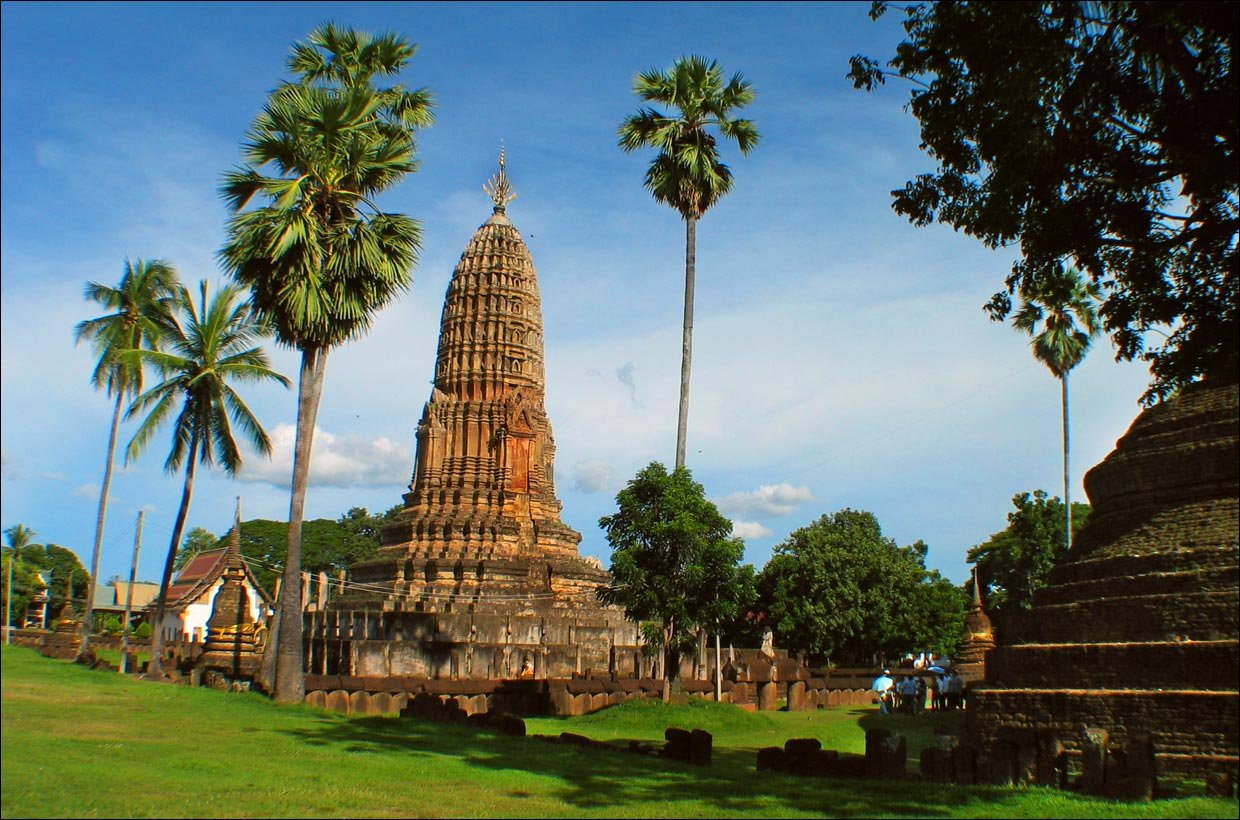
Wat Phra Sri Rattana Mahathat
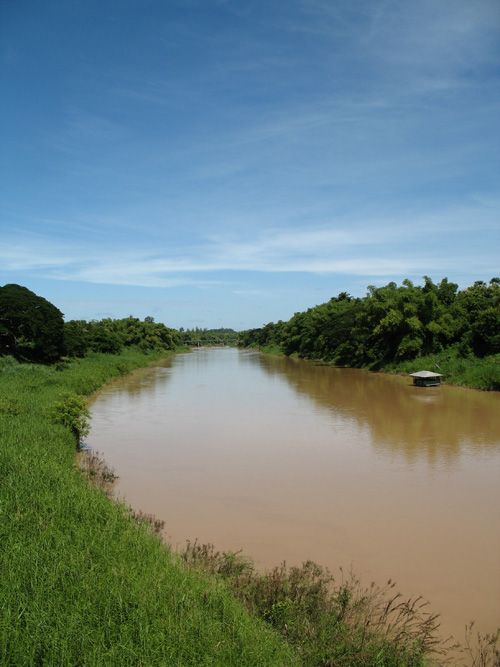
Der Maenam Yom im Amphoe Si Satchanalai